# Краснокутська волость (Богодухівський повіт)
Краснокутська волость — історична адміністративно-територіальна одиниця Богодухівського повіту Харківської губернії з центром у заштатному місті Краснокутськ.
Станом на 1885 рік складалася з 7 поселень, 3 сільських громад. Населення — 6446 осіб (3190 чоловічої статі та 3256 — жіночої), 1192 дворових господарства.
|                     | Площа, десятин | У тому числі орної, дес. |
| ------------------- | -------------- | ------------------------ |
| Сільських громад    | 10995          | 8780                     |
| Приватної власності | 4468           | 2066                     |
| Іншої власності     | 833            | 779                      |
| Загалом             | 16296          | 11625                    |

Найбільше поселення волості станом на 1885:
- Чернещина — колишнє власницьке село при річці Мерла, 521 особа, 138 дворів.